# 에이스 프레일리
에이스 프레일리(영어: Ace Frehley, 1951년 4월 27일 ~ )는 미국의 음악가이다.